# بابی وک
بابی وک (انگلیسی: Bobby Veck; ۱ آوریل ۱۹۲۰ – ۱۴ مهٔ ۱۹۹۹) بازیکن فوتبال اهل بریتانیا بود.
از باشگاه‌هایی که در آن بازی کرده‌است می‌توان به باشگاه فوتبال گیلینگام، باشگاه فوتبال برافورد پارک آونیو، باشگاه فوتبال ساوت‌همپتون، باشگاه فوتبال کانتربوری سیتی، و باشگاه فوتبال چلمزفورد سیتی اشاره کرد.